# Specjalna karta pływacka
Specjalna karta pływacka (popularnie nazywana żółtym czepkiem) – ważna bezterminowo wersja karty pływackiej dająca posiadaczowi dodatkowe uprawnienia.

## Wymagania
Specjalną kartę pływacką może uzyskać osoba, która przedstawi zaświadczenie lekarskie o stanie swojego zdrowia oraz spełni następujące wymagania:
- Przepłynięcie 1500 m w wodzie stojącej co najmniej dwoma stylami, w tym co najmniej po 200 m stylem dowolnym i grzbietowym.
- Wykonanie skoku do wody z wysokości co najmniej 0,7 m.
- Przepłynięcie pod wodą 15 m.
- Zanurkowanie na głębokość co najmniej 3m po starcie z powierzchni wody.

Specjalną kartę pływacką bez konieczności zdawania egzaminu może otrzymać osoba, która ukończyła 12 lat i posiada aktualną klasę sportową w pływaniu, bądź osoba posiadająca stopień co najmniej młodszego ratownika wodnego.
Koszt wydania specjalnej karty pływackiej wynosi 40 zł.

## Obowiązki posiadacza specjalnej karty pływackiej
Posiadacz karty pływackiej zobowiązany jest:
- Przestrzegać postanowień regulaminów oraz przepisów porządkowych obowiązujących na danym akwenie.
- Podporządkować się zaleceniom organów uprawnionych do kontrolowania.
- Posiadacz specjalnej karty pływackiej powinien pływać w żółtym czepku z czarnym paskiem.